# Lama Anagarika Govinda

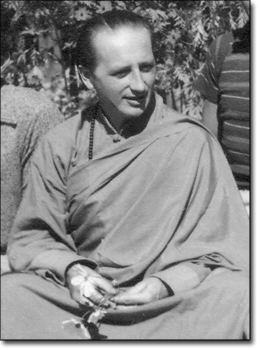
În timpul celui de-al doilea război mondial

Lama Anagarika Govinda (n. 17 mai, 1898 – 14 ianuarie, 1985), născut Ernst Lothar Hoffman, a fost fondatorul ordinului Arya Maitreya Mandala și promotor al buddhismului tibetan, abhidharma, al meditației buddhiste cât și al altor aspecte ale buddhismului. A fost, de asemenea, pictor și poet.

## Biografie
Lama Anagarika Govinda, francez de origine, spunea despre sine: "Am fost cetățean al două lumi, hrănit în prima tinerețe de marile tradiții ale culturii occidentale și susținut apoi de străvechile și sacrele tradiții ale Orientului, unde mi-am petrecut cea mai mare parte a vieții. Sper că prin cărțile mele voi realiza o punte de legătură între cele două lumi, că ele nu vor fi simple manuale sau surse de informații, ci un îndemn pentru alții de a trece podul în ambele sensuri. Scopul nu este convertirea unilaterală a cuiva, ci a-i încuraja pe alții să continue explorarea în care am fost angajat - aceasta nu de dragul vreunei soluții finale, ci pentru bucuria de a ști că aventura spirituală a unei vieți creatoare nu are limite, răsplata ei găsindu-se în actul mersului, iar nu în punctul de sosire. Putem avea un tel și o direcție, dar dacă țelul este autentic, realizarea lui constă în fiecare pas făcut către el. Drumul însuși este țelul!"

### Traduceri în limba engleză
- Art and Meditation, (an introduction and 12 abstract paintings), Allahabad 1936.
- The Psychological Attitude of Early Buddhist Philosophy, Allahabad 1937; New Delhi (Motilal Banarsidass Publishers), 1992: ISBN 81-208-0941-6, 1998 edition: ISBN 81-208-0952-1
- Psycho-Cosmic Symbolism of the Buddhist Stupa, Emeryville 1976 ( Dharma Publishing): ISBN 0-913546-36-4. First shorter edition published as Some Aspects of Stupa Symbolism, Allahabad 1936.
- Foundations of Tibetan Mysticism, London 1957, 1959, 1969 edition, ISBN 0-87728-064-9
- The Way of the White Clouds, London 1966; Fourth reprint, 1972. 1988 edition: ISBN 0-87773-462-3, reprint: ISBN 0-87773-007-5, Hardcover: ISBN 1-58567-465-6, Paperback: ISBN 1-58567-785-X,  Ebury: ISBN 0-7126-5543-3.
- Tibet in Pictures: A Journey into the Past, coauthored with Li Gotami, 1979, 2004, Dharma Publishing. ISBN 978-0-89800-345-1
- Drugs or Meditation? Consciousness Expansion and Disintegration versus Concentration and Spiritual Regeneration,  Kandy 1973, Buddhist Publication Society, Bodhi Leaves Series No. 62. Arhivat în 4 martie 2016, la Wayback Machine.
- Creative Meditation and Multi-Dimensional Consciousness, London 1976, Allen and Unwin.
- Pictures of India and Tibet, Haldenwang and Santa Cruz 1978. (Perhaps identical with Tibet in Pictures: A Journey into the Past?)
- The Inner Structure of the I Ching, the Book of Transformation, San Francisco 1981 (Wheelwright Press). Reprinted: Art Media Resources, ISBN 0-8348-0165-5
- A Living Buddhism for the West, Boston 1990, (Shambhala), translated by Maurice Walshe, ISBN 0-87773-509-3

### Antologii și biografii
- Buddhist Reflections, New Delhi 1994, Motilal Banarsidass, ISBN 81-208-1169-0 (Collected essays.)
- Ken Winkler, 1000 Journeys: The Biography of Lama Anagarika Govinda, Oakland 1990, Dharma Press; reprinted: Element Books, ISBN 1-85230-149-X
- Insights of a Himalayan Pilgrim, Oakland 1991, Dharma Press. ISBN 0-89800-204-4. (Thirteen later essays on Buddhism, art, and the spirituality that appeared in American, British, German Buddhist magazines.)
- The Lost Teachings of Lama Govinda: Living Wisdom from a Modern Tibetan Master, Wheaton, IL, 2008, Quest Books. Ed. Richard Power, Foreword by Lama Surya Das. ISBN 978-0-8356-0854-1 (Collection of essays and dialogues. Includes a comprehensive introduction to Govinda’s life and work by R. Power.)

## Traduceri în limba română
- Lama Angarika Govinda, Calea norilor albi, Traducere din limba engleză: Ana Precup Diaconescu, Editura Herald, Colecția Himalaya, București, 2004, 348 p., ISBN 973-9453-96-1